# Talos Dome
Koordinaten: 73° 0′ S, 158° 0′ O
Der Talos Dome ist ein großer Eisdom südwestlich der Usarp Mountains in Antarktika, der eine Meereshöhe von 2300 m erreicht. Der Eisdom bedeckt den östlichen Rand des Wilkes-Subglazialbeckens. Das geographische Objekt wurde im Rahmen eines von 1967 bis 1979 laufenden Eisdicken-Vermessungsprogramms mit Hilfe von Radio Echo Sounding gemeinsam vom Scott Polar Research Institute, der National Science Foundation und Dänemarks Technischer Universität auskartiert und nach dem Riesen Talos aus der griechischen Mythologie benannt, welcher Minos bei der Verteidigung Kretas unterstützte.
Unter Federführung des Italienischen Antarktisprogramms soll auf dem Talos Dome eine Eiskernbohrung niedergebracht werden, die einen bis zu 250.000 Jahre alten Eiskern für Klimastudien gewinnen soll.